# Bernard Cottret (chanteur)
Ne doit pas être confondu avec Bernard Cottret (historien).
Pour les articles homonymes, voir Cottret.
Bernard Cottret, né le 7 février 1923 à Mont-de-Marsan (Landes) et mort le 15 avril 2011 au Mans, dans la Sarthe, est une basse chantante française.

## Biographie
Bernard Cottret étudie au conservatoire national supérieur de musique de Paris. Il approfondit sa technique avec Charles Panzera. Il mène ensuite une carrière consacrée à la musique de la Renaissance — alors en pleine redécouverte sous la direction de Nadia Boulanger — et à la musique contemporaine.
Il enregistre en 1952 l'Oedipus Rex d'Igor Stravinsky sous la direction du compositeur, Le Devin du village de Jean-Jacques Rousseau sous la direction de Roger Cotte, également des chants maçonniques du XVIIIe siècle.
Parmi d'autres titres enregistrés par Bernard Cottret, L'Enfance du Christ, op. 25 d'Hector Berlioz, avec l'Orchestre de la Société des Concerts du Conservatoire sous la direction d'André Cluytens. Il s'est illustré, entre autres, dans le Llanto por Ignacio Sánchez Mejías de Maurice Ohana sur un texte de Federico Garcia Lorca, oratorio pour baryton, récitant et orchestre qu'il crée en 1950. Certaines de ses interprétations sont répertoriées dans le catalogue BN-Opale Plus de la Bibliothèque nationale de France.
Longtemps professeur au conservatoire du Mans, Bernard Cottret est également le père de l'historien et angliciste Bernard Cottret. On lui doit également 4 Vocalises pour voix moyennes, Paris, H. Lemoine, 1980-1988, 2 vol.